# باتشكي بيتروفاتس
باكي بيتروفاك (Бачки Петровац) هي مدينة في جوزنو-باكا في مقاطعة فويفودينا في صربيا.
يبلغ عدد سكانها حوالي 6544 نسمة.

## توأمة
لباتشكي بيتروفاتس اتفاقيات توأمة مع كل من:
- مارتن
- نيترا
- روجومبيروك